# Barcinografo
 (juillet 2023).
Si vous disposez d'ouvrages ou d'articles de référence ou si vous connaissez des sites web de qualité traitant du thème abordé ici, merci de compléter l'article en donnant les références utiles à sa vérifiabilité et en les liant à la section « Notes et références ».
Barcinografo, S.A (1913-1918) est une société de production espagnole spécialisée dans le théâtre filmé et les films d'art, installée à Barcelone.

## Histoire
Barcinografo a un capital de 250 000 pesetas espagnoles. Ses principaux associés et financiers sont l'avocat Raimon Duran i Ventosa (ca), directeur de la société de production, et son frère Luís Llorenç Mata i Julià, administrateur et producteur délégué. La société compte un grand nombre d'associés et collaborateurs, parmi lesquels les frères Evaristo et Laureano de Laterrata y Catalán, Puis Cabanes i Font et l'écrivain Rafael Folch i Capdevila (ca).
En 1914, le directeur artistique Adrià Gual i Queralt (ca), intéressé par l'émergence de l'art cinématographique, présente un programme ambitieux de production de huit films, qui s'inscrive dans la lignée du courant des films d'arts français de l'époque, accordant autant d'importance aux scénarios qu'à la direction artistique, aux décors où aux costumes. 
Adrià Gual écrit les scénarios de ces huit films présentés en 1914, la réalisation technique étant confiée à Alfred Fontanals et la photographie à Joan Solà i Mestres. Ces films sont El alcalde de Zalamea de Pedro Calderón de la Barca, Misterio de dolor d'Adrià Gual, Fridolín de JCF von Schiller, La gitanilla de Miguel de Cervantes, Los cabellos blancos de Léon Tolstoï, El calvario de un héroe, adaptation du mélodrame El soldado de San Marcial, de Valentín Gómez Gómez (ca) et Félix González Llanas et Linito por el toreo et Un drama de amor d'Adrià Gual.
Ces huit productions sont globalement un échec commercial et la firme tente de se réorienter vers des œuvres plus populaires, ce qui entraîne du même coup une réduction des productions d'Adrià Gual et la démission du producteur délégué, Lluís Mata i Julià, en 1915. La même année, le journaliste Magí Murià est engagé. Entre 1915 et 1916, il tourne pour Barcinografo cinq mélodrames : El nocturn de Chopin de Julio López de Castilla, El beso de la muerte, El amor hace justicia et Alma torturada de Murià et La reina joven, d'Àngel Guimerà.
El nocturn de Chopin (1915) le premier grand succès international du cinéma espagnol. 
Malgré une hausse de ses résultats et la réalisation de documentaires et films de commandes, malgré une hausse de la qualité de ses films, Barcinografo ne résiste pas aux transformations économiques qui se produisent alors dans le secteur cinématographique. À cause du manque de succès de son feuilleton Vindicator, composé de dix épisodes écrits par Murià, la société met définitivement la clef sous la porte en 1918.